# يوهانس راو
يوهانس راو (بالإنجليزية: Johannes Rau) وهو رئيس جمهورية ألمانيا من عام 1999 حتى عام2004. تولّى قبلها منصب رئيس وزراء ولاية شمال الراين - وستفاليا شغل منصب رئاسة الحزب الاشتراكي الديموقراطي في الولاية عام1977 وبعد عام وحدا فقط من ذلك تمكن يوهانس راو من الفوز في الانتخابات البرلمانية في شمال الراين وستفاليا للمنصب رئاسة الوزراء فيها وتلاه فوزه بثلاثة انتخابات برلمانية متتالية في الولاية
اكتسب راو خلال حكمه شعبية قوية وتميز بقدرته على جذب المواطنين وأطلق خلال حكمه للولاية شعار «المصالحة عوضاً عن الانفصال» الذي ارتبط به طيلة حياته. ترشح راو عام 1999 لمنصب الرئاسة وانتخبه النواب رئيساً جديدا لألمانيا. وأكد راو في خطابه الأول أنه لا يريد أن يكون رئيساً لكل الألمان فقط، بل وإنما لجميع الأجانب الذين يعيشون تحت كنف العلم الألماني.

## وصلات خارجية
- يوهانس راو على موقع IMDb (الإنجليزية)
- يوهانس راو على موقع مونزينجر (الألمانية)
- يوهانس راو على موقع ميوزك برينز (الإنجليزية)
- يوهانس راو على موقع إن إن دي بي (الإنجليزية)
- يوهانس راو على موقع ديسكوغز (الإنجليزية)
- يوهانس راو على موقع أوليمبيديا (الإنجليزية)

- dw-world